# العلاقات الدنماركية المالطية
العلاقات الدنماركية المالطية هي العلاقات الثنائية التي تجمع بين الدنمارك ومالطا.

## مقارنة بين البلدين
هذه مقارنة عامة ومرجعية للدولتين:
| وجه المقارنة                                              | الدنمارك                                                     | مالطا                                                     |
| --------------------------------------------------------- | ------------------------------------------------------------ | --------------------------------------------------------- |
| المساحة (كم2)                                             | 42.92 ألف                                                    | 316                                                       |
| عدد السكان (نسمة)                                         | 5.79 مليون                                                   | 465.29 ألف                                                |
| الكثافة السكانية (ن./كم²)                                 | 134.9                                                        | 147.24 ألف                                                |
| العاصمة                                                   | كوبنهاغن                                                     | فاليتا                                                    |
| اللغة الرسمية                                             | اللغة الدنماركية                                             | اللغة المالطية، لغة إنجليزية                              |
| العملة                                                    | كرونة دنماركية                                               | يورو، ليرة مالطية                                         |
| الناتج المحلي الإجمالي (بليون دولار)                      | 324.87 مليار                                                 | 12.54 مليار                                               |
| الناتج المحلي الإجمالي (تعادل القوة الشرائية) بليون دولار | 278.61 مليار                                                 | 14.68 مليار                                               |
| الناتج المحلي الإجمالي الاسمي للفرد دولار أمريكي          | 51.99 ألف                                                    | 22.60 ألف                                                 |
| الناتج المحلي الإجمالي للفرد دولار أمريكي                 | 45.54 ألف                                                    |                                                           |
| مؤشر التنمية البشرية                                      | 0.900                                                        | 0.839                                                     |
| رمز المكالمات الدولي                                      | +45                                                          | +356                                                      |
| رمز الإنترنت                                              | .dk                                                          | .mt                                                       |
| المنطقة الزمنية                                           | توقيت وسط أوروبا، ت ع م+02:00، ت ع م+01:00، أوروبا/كوبنهاجن ‏ | توقيت وسط أوروبا، ت ع م+01:00، ت ع م+02:00، أوروبا/مالطا ‏ |

## مدن متوأمة
في ما يلي قائمة باتفاقيات التوأمة بين مدن دنماركية ومالطية:
- ترتبط هولستيبرو مع مارساسكالا باتفاقية توأمة.

## منظمات دولية مشتركة
يشترك البلدان في عضوية مجموعة من المنظمات الدولية، منها:
| علم المنظمة | اسم المنظمة                               | تاريخ انضمام الدنمارك | تاريخ انضمام مالطا |
| ----------- | ----------------------------------------- | --------------------- | ------------------ |
|             | وكالة ضمان الاستثمار متعدد الأطراف        | 12 أبريل 1988         | 12 سبتمبر 1990     |
|             | منظمة الشرطة الجنائية الدولية             | ?                     | ?                  |
|             | مجموعة الموردين النوويين                  | ?                     | ?                  |
|             | منظمة حظر الأسلحة الكيميائية              | ?                     | ?                  |
|             | منظمة التجارة العالمية                    | 1995                  | ?                  |
|             | الفريق المعني برصد الأرض                  | ?                     | ?                  |
|             | الأمم المتحدة                             | 24 أكتوبر 1945        | 1 ديسمبر 1964      |
|             | المنظمة الأوروبية لسلامة الملاحة الجوية   | 1994                  | 1989               |
|             | مؤسسة التمويل الدولية                     | 20 يوليو 1956         | 1 يونيو 2005       |
|             | يونسكو                                    | 4 نوفمبر 1946         | 10 فبراير 1965     |
|             | الاتحاد الأوروبي                          | 1973                  | 1 مايو 2004        |
|             | منظمة الأمن والتعاون في أوروبا            | 25 يونيو 1973         | 25 يونيو 1973      |
|             | الاتحاد الدولي للاتصالات                  | 1866                  | 1965               |
|             | مجموعة أستراليا                           | 1985                  | 2004               |
|             | مجلس أوروبا                               | ?                     | ?                  |
|             | البنك الدولي للإنشاء والتعمير             | 30 نوفمبر 1960        | 26 سبتمبر 1983     |
|             | المركز الدولي لتسوية المنازعات الاستشارية | 24 مايو 1968          | 3 ديسمبر 2003      |
|             | الاتحاد البريدي العالمي                   | ?                     | ?                  |

## وصلات خارجية
- موقع وزارة الخارجية الدنماركية
- موقع وزارة الخارجية المالطية